# Herman ten Cate
Herman ten Cate, né le 4 octobre 1746 à Groningue et mort dans cette ville le 23 mai 1838, est un homme politique néerlandais.

## Biographie
Ce pâtissier de Groningue participe à la Révolution batave et devient sergent d'une troupe de corps-francs en 1785. En 1795, après la proclamation de la République batave, Cate devient membre de l'assemblée provisoire de Groningue. En février 1796, il est élu député à la première assemblée nationale batave. Après le renouvellement de l'assemblée le 1er septembre 1797, il est réélu lorsque Johannes Linthorst Homan est nommé à la commission constitutionnelle à partir du mois d'octobre. Unitariste, il conserve son siège après le coup d'État du 22 janvier 1798 mais il le perd lorsque les unitaristes sont chassés par le coup d'État du 12 juin 1798.